# 橘ウインドパーク

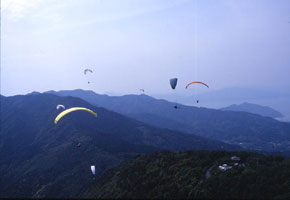
嵩山からテイクオフ後の写真

橘ウインドパーク（たちばなウインドパーク、Tachibana Wind Park）は、山口県大島郡周防大島町にあるスポーツ交流施設である。スポーツ合宿・研修合宿・屋内外でのスポーツを通し、交流の場として建設された。特にスポーツ合宿での利用が多く年間、数多くの学校等から依頼がある。サイクリングイベントでのエイドステーションとしても使用される。

## 利用情報
- 開館時間 - 午前8時30分～午後10時まで（研修宿泊やアリーナ等の使用が無い場合は、17時15分まで）
- 休館日 - 毎週水曜日、年末年始（12月29日～1月3日）
- 使用料 - アリーナ1時間1,050円～、宿泊一人一泊2,100円から（学割有り、宿泊は4人以上から、その他詳細は公式サイト参照）

## 交通アクセス
- JR西日本山陽本線大畠駅から防長交通バス町立橘病院行きで「西安下庄（にしあげのしょう）」バス停から徒歩7分
- 柳井港・三津浜港より周防大島 松山フェリーにて伊保田港で下船後、バス（「土居口（どいぐち）」バス停で乗り換え）またはタクシー
- 自家用車の場合は国道437号を利用し、大島大橋を渡り右折、山口県道4号大島環状線経由で約18km。近くには、海水浴場・庄南ビーチがある。

## 施設内容

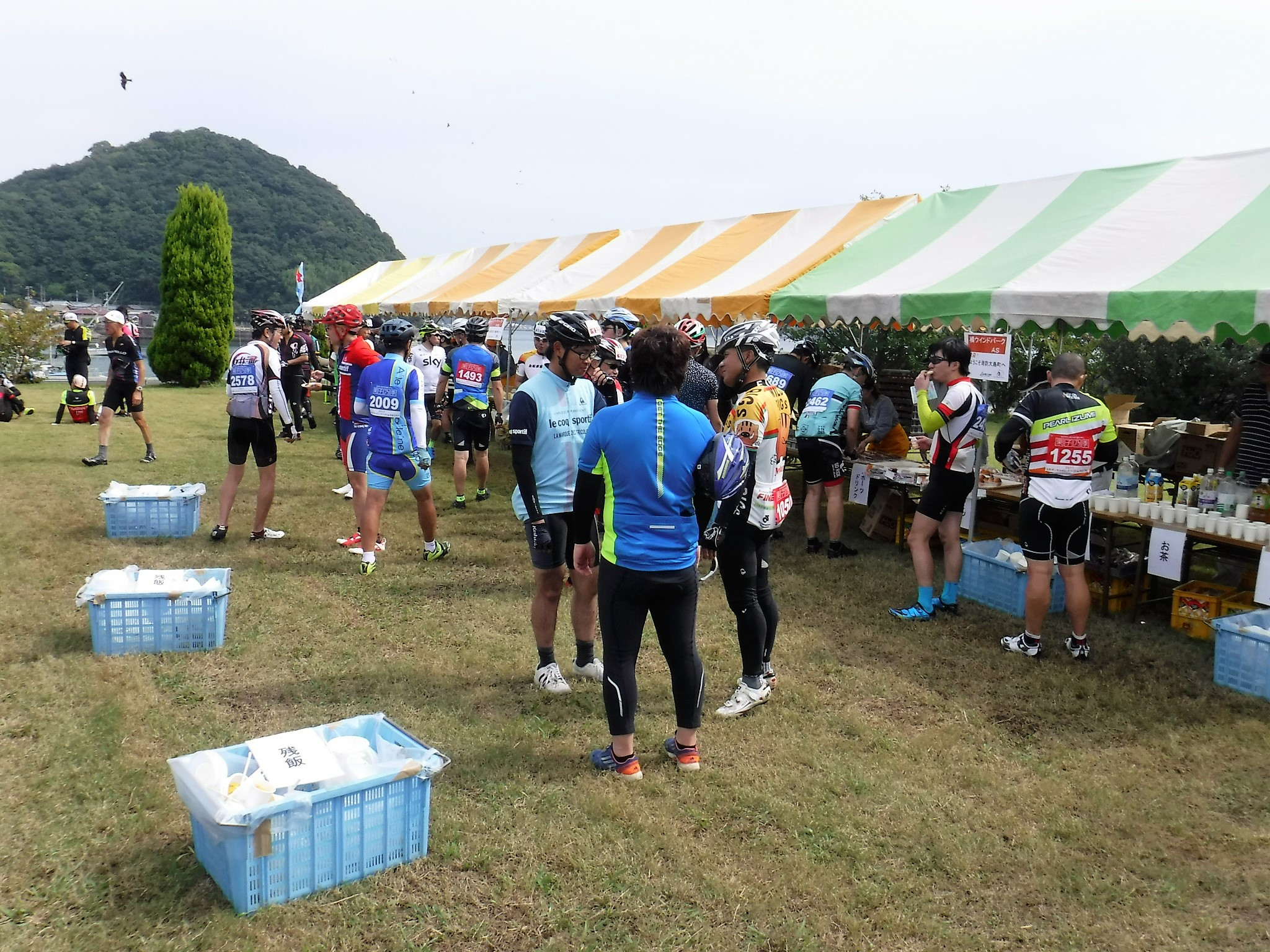
サザンセトロングライドのエイドステーションとして使用される風の館

風の館
スポーツ合宿、研修宿泊施設。体育館（アリーナ）を併設しており、各種屋内スポーツに対応。
風の丘
ハンググライダー、パラグライダーの滑走施設
風の広場
広さ10,350m2の多目的グラウンド。サッカー、ソフトボールや陸上競技等ができ、また、嵩山からのハンググライダー、パラグライダーのランディング場としても使用できる。

## 周辺情報
- 日本ハワイ移民資料館
- 屋代ダム
- 庄南ビーチ
- 竜崎温泉　潮風の湯
- 星野哲郎記念館
- 道の駅サザンセトとうわ
- 片添ヶ浜海水浴場（片添ヶ浜海浜公園）
- 片添ヶ浜温泉　遊湯ランド
- 周防大島文化交流センター
- 逗子ヶ浜海水浴場
- 陸奥記念館